# Constantin Weber
Constantin Heinrich Weber (* 14. August 1885 in Bärenwalde bei Zwickau; † 14. August 1976 in Hannover) war ein deutscher Maschinenbauingenieur und als Ingenieurwissenschaftler Hochschullehrer.

## Leben

### Familie und Ausbildung
Der evangelisch getaufte, aus dem im Tal des Rödelbachs gelegenen Dorf Bärenwalde stammende Constantin Weber legte 1904 das Abitur in Riga ab. 1906 wandte er sich dem Studium des Maschinenbaus am Polytechnikum Riga und an der TH Braunschweig zu, 1910 erwarb er sein Diplom, 1924 erfolgte die Promotion zum Dr.-Ing. an der TH Braunschweig. Constantin Weber war mit Ida, geborene Holecker, verheiratet, mit der er zwei Kinder hatte. Er verstarb an seinem 91. Geburtstag in Hannover.

### Berufliche Laufbahn
Constantin Weber war seit 1911 – unterbrochen durch seine Teilnahme am Ersten Weltkrieg – als Konstrukteur in verschiedenen Industriebetrieben tätig. 1926 übernahm er eine Lehrerstelle an den Vereinigten Maschinenbauschulen in Dortmund. 1928 folgte Weber einem Ruf auf die ordentliche Professur für Mechanik und Festigkeitslehre an die Mechanische Abteilung der Technischen Hochschule Dresden. Zusätzlich arbeitete er seit 1942 an der Entwicklung der V2-Waffe in Peenemünde mit. Nach dem Zweiten Weltkrieg wurde Constantin Weber an der TH Dresden aufgrund seiner NSDAP-Mitgliedschaft entlassen und war dann als wissenschaftlicher Mitarbeiter und Lehrbeauftragter am Institut für Maschinenelemente der Technischen Hochschule Braunschweig angestellt, 1958 wurde er emeritiert.
Constantin Weber, der 1923 den Querkraftmittelpunkt beim gebogenen Balken entdeckte, bekam 1950 die Ehrendoktorwürde der Technischen Hochschule Braunschweig verliehen.

## Publikationen
- Die Lehre der Drehungsfestigkeit. In: Forschungsarbeiten auf dem Gebiete des Ingenieurwesens, H. 249. Verlag des Vereines deutscher Ingenieure Berlin Julius Springer, Berlin 1921.
- Veranschaulichung und Anwendung der Minimalsätze der Elastizitätstheorie. In: ZAMM – Journal of Applied Mathematics and Mechanics / Zeitschrift für Angewandte Mathematik und Mechanik. Volume 18, Issue 6,  Akademie Verlag, Berlin 1938, S. 375–379.
- Festigkeitslehre. (2. Auflage 1951), in: Bücher der Technik. Wolfenbütteler Verlagsanstalt, Wolfenbüttel [u. a.] 1947.
- zusammen mit Werner Thuß, Gustav Niemann: Belastungsgrenzen bei gerad- und schrägverzahnten Stirnrädern. In: Schriftenreihe Antriebstechnik, H. 5. F. Vieweg, Braunschweig 1952.
- Schwingungen im Maschinenbau; zum Mit-Denken, Nach-Denken und Weiter-Denken. Deutscher Ingenieur-Verlag, Düsseldorf 1953.
- Untersuchung von Zylinderschneckentrieben mit rechtwinklig sich kreuzenden Achsen. In: Schriftenreihe Antriebstechnik, Bd. 7. F. Vieweg, Braunschweig 1956.
- zusammen mit Wilhelm Günther: Torsionstheorie. F. Vieweg, Braunschweig 1958.
- Zum Zerfall eines Flüssigkeitsstrahles. In: ZAMM‐Journal of Applied Mathematics and Mechanics / Zeitschrift für Angewandte Mathematik und Mechanik, Volume 11, Issue 2, 1931, S. 136–154.